# Stensjön (Ovikens socken, Jämtland)
Stensjön är en sjö i Bergs kommun i Jämtland och ingår i Indalsälvens huvudavrinningsområde. Sjön har en area på 0,162 kvadratkilometer och ligger 763 meter över havet. Sjön avvattnas av vattendraget Björnsjöån.

## Delavrinningsområde
Stensjön ingår i det delavrinningsområde (699400-138743) som SMHI kallar för Utloppet av Stensjön. Medelhöjden är 796 meter över havet och ytan är 1,52 kvadratkilometer. Räknas de 4 avrinningsområdena uppströms in blir den ackumulerade arean 40,63 kvadratkilometer. Björnsjöån som avvattnar avrinningsområdet har biflödesordning 3, vilket innebär att vattnet flödar genom totalt 3 vattendrag innan det når havet efter 336 kilometer. Avrinningsområdet består mestadels av skog (75 procent). Avrinningsområdet har 0,16 kvadratkilometer vattenytor vilket ger det en sjöprocent på 10,6 procent.